# Famille de Blay de Gaïx
Pour les articles homonymes, voir Blay (homonymie).
La famille de Blay de Gaïx, anciennement Blay, est une famille subsistante de la noblesse française d'origine catalane. Cette famille a donné des branches dans le Languedoc, en Gascogne, ainsi qu'en Bretagne.

## Histoire

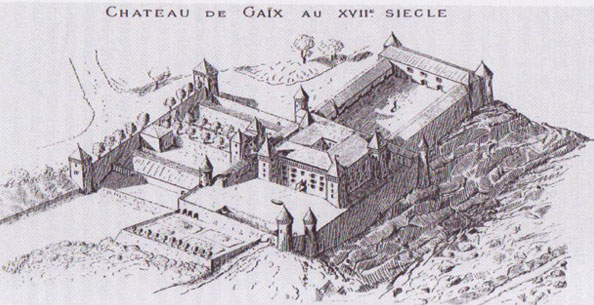
Le château de Gaïx au XVIIe siècle

Le premier ancêtre connu de cette famille est un certain Ramon Blay, marchand de blé à Perpignan au début du XVIIe siècle, et mort en 1639. Ses fils entreprirent des études de droit et devinrent avocats, fonction qu'occupèrent la plupart de leurs descendants jusqu'à la Révolution française. 
Galderich ou Gaudérique Blay fut inscrit sur le registre matricule des bourgeois honorés de Perpignan en 1689. Son petit-fils, Francesch ou François, fut le premier à prendre la particule et à se nommer « de Blay », au XVIIIe siècle. Procureur du duc d'Hijar, seigneur de Canet, il acquit de nombreuses terres sur place, notamment le domaine de l'Esparrou. Son petit-fils, Jean de Blay (1809-1887), épousa Mathilde de Richard de Gaïx, héritière du château de Gaïx. Leur fils Gabriel (1848-1917) obtint en 1875 de reprendre le nom de sa mère et de se nommer « de Blay de Gaïx ». Cette branche est toujours existante et présente au château de Gaïx.

## Personnalités
- Gabriel de Blay de Gaïx (1848-1917), commandant, qui profita d'un séjour en garnison à Bayonne pour en écrire un ouvrage sur l'histoire militaire. Il publia aussi les lettres de monseigneur de Fontanges au sieur de Gaïx, les lettres du baron de Castelnau, ainsi que les écrits de Coraly de Gaïx. En 1881, Gabriel épouse Pauline Marie de Candie Saint-Simon[4] (1859-1897) née à Fonbeauzard, fille aînée de Guillaume-Alfred de Candie Saint-Simon[5] et d'Anita d'Espouy, ils ont eu 5 enfants, son fils aîné Guillaume de Blay de Gaïx (1891-1965), par son héritage maternel a reçu le château de Candie, il épouse Murielle de Fournas, d'où 4 enfants: Alain, Christian, Jacqueline (B.Botreau), Nicole; son fils aîné dit le baron de Gaïx.
- Raoul de Blay de Gaïx (1924-2015), engagé volontaire en 1944, décoré de la Légion d'honneur et de la croix de la valeur militaire. Président de syndicat patronal.
- Edmond de Blay de Gaïx (1926-1944), résistant français, pendu par des soldats SS à Gomené, en Côtes-d'Armor[6].
- Hubert de Blay de Gaïx (1952), ancien président du comité industrie de l'Union Internationale des Transports Publics (UITP) et de l'International Railway Industry Standard (IRIS)

## Armes
Les armes de la famille sont D'or au pin de sinople fruité du champ.

## Demeures & châteaux
- Château de Gaïx

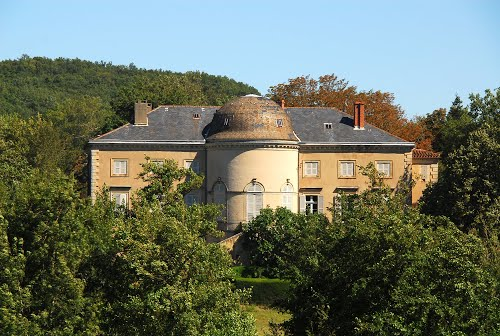
L'actuel château de Gaïx

## Pour approfondir